# Quốc ca Colombia
"Quốc ca Cộng hòa Colombia" (tiếng Tây Ban Nha: Himno Nacional de la República de Colombia) là tên chính thức của quốc ca Colombia. Nó thường được biết đến bởi cái tên là "¡Oh gloria inmarcesible!" (tiếng Việt: "Ôi niềm vinh quang không phai nhòa"). Mặc dù đây không phải là tên chính thức của nó. Phần lớn công lao tạo ra bài quốc ca này thuộc về José Domingo Torres, một diễn viên đến từ Bogotá. Ông đã lấy một bài thơ do cựu Tổng thống Colombia, Rafael Núñez, chấp bút và nhờ người bạn của mình, ca sĩ opera Oreste Sindici, phổ nhạc cho nó.
Thông báo chính thức của bài hát được đưa ra dưới dạng Đạo luật 33 ngày 28 tháng 10 năm 1920. Theo Luật 198 năm 1995, quy định các biểu tượng quốc gia, việc phát sóng đã trở thành bắt buộc đối với tất cả các đài phát thanh và truyền hình trong cả nước lúc 6:00 sáng và lúc 6:00 tối (nửa sau, vào các thời điểm khác nhau cho tín hiệu mở riêng tư và không áp dụng cho các kênh truyền hình quốc gia bằng cáp) và địa chỉ công cộng của Tổng thống Cộng hòa và các sự kiện chính thức khác.

## Lời bài hát
| Lời tiếng Tây Ban Nha | Lời Tiếng Việt |
| CORO | ĐIỆP KHÚC |
| --- | --- |
| ¡Oh, gloria inmarcesible! ¡Oh, júbilo inmortal! En surcos de dolores, el bien germina ya. (repetir) ((Repetir todos))                                                                         | Ôi, vinh quang bất diệt ! Ôi, hân hoan bất tử ! Trong những nỗi đau, lòng tốt bây giờ nảy mầm. (Lặp lại) ((Lặp lại tất cả)) |
| I | I |
| Cesó la horrible noche. La libertad sublime derrama las auroras de su invencible luz. La humanidad entera, que entre cadenas gime, comprende las palabras del que murió en La Cruz.           | Đêm kinh hoàng đã chấm dứt. Tự do siêu phàm rạng rỡ đón bình minh ánh sáng bất khả chiến bại của cô ấy. Tất cả nhân loại rên rỉ trong chuỗi của nó, hiểu các từ của Ngài đã chết trên thập tự giá.                             |
| II | II |
| "¡Independencia!", grita el mundo americano. Se baña en sangre de héroes la tierra de Colón. Pero este gran principio; "El rey no es soberano" resuena, y los que sufren bendicen su pasión.  | "Độc lập!" hét lên Châu Mỹ thế giới; Vùng đất của Colombo. Được tắm trong máu anh hùng. Nhưng học thuyết tuyệt vời này; "Vua chúa không phải là chủ quyền", vang lên, và những người đau khổ ban phước cho niềm đam mê của họ. |
| III | III |
| Del Orinoco el cauce se colma de despojos, de sangre y llanto un río se mira allí correr. En Bárbula no saben las almas ni los ojos, si admiración o espanto sentir o padecer.                | Từ kênh Orinoco Được chất đống với sự cướp bóc, Máu và nước mắt Một dòng sông được nhìn thấy chảy. Trong Bárbula không linh hồn cũng không phải mắt, biết liệu sự ngưỡng mộ để cảm thấy hoặc sợ phải chịu đựng.                |
| IV | IV |
| A orillas del Caribe, hambriento un pueblo lucha, horrores prefiriendo a pérfida salud. ¡Oh, sí!, de Cartagena la abnegación es mucha, y escombros de la muerte desprecia su virtud.          | Trên bờ của Caribe, một người dân chiến đấu, thích kinh dị hơn để thay đổi sức khỏe. Ôi, ừ! từ Cartagena Nặng là khó khăn, và đống đổ nát của cái chết đức tính của cô ấy coi thường                                           |
| V | V |
| De Boyacá en los campos, el genio de la gloria, con cada espiga un héroe invicto coronó. Soldados sin coraza ganaron la victoria; su varonil aliento de escudo les sirvió.                    | Từ Boyacá trên các cánh đồng, thiên tài vinh quang, từ mỗi người anh hùng đã đăng quang bất bại. Những người lính không có áo giáp giành chiến thắng; tinh thần mạnh mẽ của họ phục vụ họ như một tấm khiên.                   |
| VI | VI |
| Bolívar cruza el Ande que riegan dos océanos, espadas cual centellas fulguran en Junín. Centauros indomables descienden a los llanos, y empieza a presentirse, de la epopeya el fin.          | Bolívar băng qua Andes tắm bởi hai đại dương, thanh kiếm như tia lửa điện tỏa sáng ở Junín. Nhân mã bất khuất xuống đồng bằng, và một linh cảm bắt đầu được cảm nhận, về sự kết thúc của sử thi.                               |
| VII | VII |
| La trompa victoriosa en Ayacucho truena, que en cada triunfo crece su formidable son. En su expansivo empuje la libertad se estrena, del cielo americano formando un pabellón.                | Tiếng kèn chiến thắng trong Ayacucho sấm sét ầm ĩ, như trong mọi chiến thắng phát triển âm thanh ghê gớm của nó. Trong lực đẩy mở rộng của nó Tự do được cảm nhận đầu tiên, từ bầu trời châu Mỹ tạo thành một gian hàng.       |
| VIII | VIII |
| La virgen sus cabellos arranca en agonía y de su amor viuda los cuelga del ciprés. Lamenta su esperanza que cubre loza fría, pero glorioso orgullo circunda su alba tez.                      | Trong đau đớn, Trinh nữ Xé tóc bà ấy ra, và tình yêu của bà ấy, để nó treo trên cây bách. Hối hận về hy vọng của bà ấy được bao phủ bởi một viên đá lạnh, nhưng niềm tự hào vẻ vang tôn lên làn da trắng sáng của bà ấy.       |
| IX | IX |
| La patria así se forma, termópilas brotando; constelación de cíclopes su noche iluminó. La flor estremecida mortal el viento hallando, debajo los laureles seguridad buscó.                   | Do đó, quê hương được hình thành, Thermopylae nổ ra; một chòm sao cyclops đêm đã sáng. Bông hoa run rẩy tìm người phàm gió, bên dưới vòng nguyệt quế tìm kiếm sự an toàn.                                                      |
| X | X |
| Mas no es completa gloria vencer en la batalla, que el brazo que combate lo anima la verdad. La independencia sola el gran clamor no acalla; si el sol alumbra a todos, justicia es libertad. | Nhưng nó không hoàn thành vinh quang để đánh bại trong trận chiến, cánh tay chiến đấu được khuyến khích bởi sự thật. Để độc lập một mình Tiếng kêu lớn không im lặng; nếu mặt trời chiếu sáng mọi người, công lý là tự do.     |
| XI | XI |
| Del hombre los derechos Nariño predicando, el alma de la lucha profético enseñó. Ricaurte en San Mateo, en átomos volando, "Deber antes que vida," con llamas escribió.                       | Quyền của con người Bài giảng của Nariño, linh hồn của cuộc đấu tranh đã được dạy tiên tri. Ricaurte trong San Mateo, trong các nguyên tử đang bay, "Bổn phận trước đời", với ngọn lửa, ông đã viết.                           |